# Snabbfärja

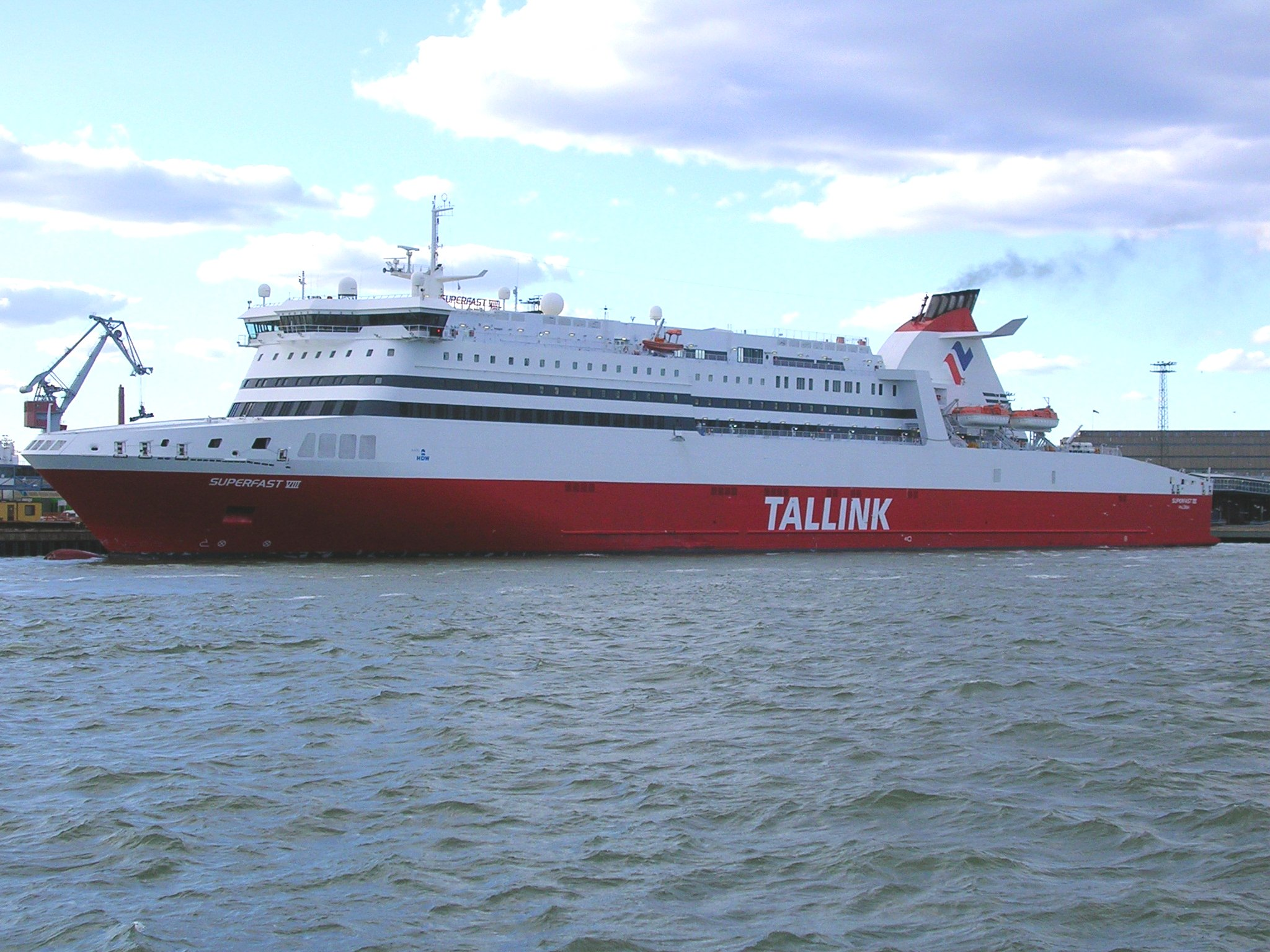
M/S Superfast VIII

En snabbfärja, ibland definierad som High Speed Craft (HSC) enligt IMO, är en typ av färja som går fortare än vanliga färjor. De var oftast mindre av typen bärplansbåt eller svävare fram till 1990-talet då typen katamaran blev allt vanligare och förekommer även som större enskrovsfartyg.
Vågorna efter dessa färjor, som kan köra i cirka 40 knop, är inte speciellt höga men mycket långa och med ett stort energiinnehåll.